# Dapanoptera gressittiana
Dapanoptera gressittiana là một loài ruồi trong họ Limoniidae. Chúng phân bố ở miền Australasia.